# Hartford City (Virginia Occidentale)
Hartford City è un comune degli Stati Uniti d'America, situato nello Stato della Virginia Occidentale, nella contea di Mason.